# St Luke’s, Old Street

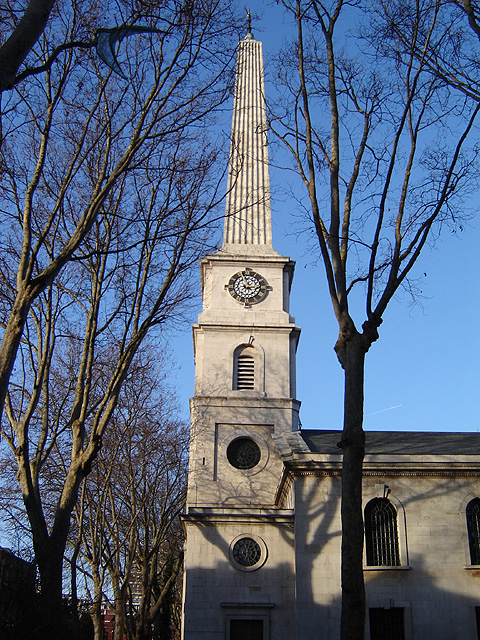
St Luke’s, Old Street

St Luke’s ist eine ehemalige anglikanische Kirche in London. Sie dient seit 2003 als LSO St Luke’s als Probenhaus des London Symphony Orchestra.
Im Rahmen des 1711 vom britischen Parlament verabschiedeten Kirchenbauprogramms für Fünfzig Neue Kirchen war 1718 die Teilung der bestehenden Pfarrei St Giles-without-Cripplegate und der Neubau einer zweiten Kirche beschlossen worden, deren Gemeindebezirk außerhalb der bisherigen Grenzen der Stadt liegen sollte. Erbaut wurde die Kirche 1727 bis 1733 durch die Architekten John James und Nicholas Hawksmoor. Während die im Innern als Emporenhalle ausgebaute Kirche – mit Ausnahme eines Palladiomotivs als Ostfenster – aus Kostengründen im Außenbau äußerst schlicht gehalten ist, stellt ihr von Hawksmoor entworfener Turm, dessen Helm in Form eines Obelisken gestaltet ist, ein ungewöhnliches architektonisches und städtebauliches Element dar.
Aufgrund von statischen Problemen durch ungleiche Setzung der Fundamente, die schon bald nach Fertigstellung des Bauwerks eingesetzt hatten, musste die Kirche 1959 baupolizeilich geschlossen und ihr Dach wegen akuter Einsturzgefahr entfernt werden. Die Gemeinde wurde mit ihrer ursprünglichen Kirchengemeinde zusammengeführt, und auch die 1733 erbaute und 1863 überarbeitete Orgel wurde 1971 in St Giles-without-Cripplegate aufgestellt und erweitert. 1993/1994 wurden erste Sicherungsmaßnahmen an der Ruine vorgenommen. Erst der von dem Londoner Architekturbüro Levitt Bernstein vorgenommene und 2004 abgeschlossene Ausbau zum Konzerthaus, der das Äußere des historischen Bauwerks unverändert bewahrte, indem er den erhaltenen Umfassungsmauern ein von einem Stahlgerüst getragenes Betondach aufsetzte und die in der Fensterfolge vorgegebene Empore wieder einfügte, vermochte das seiner neuen Bestimmung als Konzertsaal zugeführte Bauwerk für die Zukunft zu erhalten.
In der Kirche waren der Naturhistoriker Mark Catesby, der Graveur und Typograf William Caslon sowie der Architekt George Dance der Ältere bestattet gewesen.